# جون أ. وارين
جون أ. وارين (بالإنجليزية: John A. Warren)‏ هو لاعب كرة قدم أمريكية أمريكي، ولد في 10 نوفمبر 1904 في لا غراندي في الولايات المتحدة، وتوفي في 10 مارس 1981 في لوس أنجلوس في الولايات المتحدة بسبب نوبة قلبية.